# Tätervolk
Das Schlagwort Tätervolk bezieht sich auf die These einer Kollektivschuld, die besagt, dass ein Volk moralisch als Ganzes für verbrecherische Taten eines Teils seiner Angehörigen verantwortlich sei. Dieser Ausdruck bezeichnet ein Volk als Täter für dessen unmoralischen, unmenschlichen Taten, die in eigenem Namen begangen wurden. Der Begriff wird als Demagogie – propagandistische Irreführung der Bevölkerung – eingeordnet und wurde in Deutschland zum Unwort des Jahres 2003 gewählt.

## Der Begriff und seine Verbreitung
Die „Tätervolkdiskussion“ im Jahre 2003 im deutschen Sprachraum wurde ursächlich entfacht durch Daniel Goldhagens 1996 veröffentlichtes Buch: „Hitlers willige Vollstrecker“. Über dieses Buch, welches den Nationalsozialismus zum Thema hat, wurde aufgrund seines pauschalen Antisemitismusvorwurfes und seiner Schuldzuweisung gegen alle ethnisch deutschen Menschen (Deutschen) jahrelang und quer durch alle Bevölkerungsschichten heftig und gegensätzlich diskutiert. Exemplarisch für Aufarbeitung und Verständnis der Thematik ist das Buch von Julius H. Schoeps: „Ein Volk von Mördern“. Schoeps sammelte Kommentare von Journalisten, Historikern und Professoren aus den USA, Großbritannien und Deutschland.
Das „Wort“ Tätervolk verbreitete sich nach 1996 im politischen Sprachgebrauch, wurde später auch von Historikern wie Ernst Nolte und anderen aufgegriffen. Die Mehrheit der Historiker, die die Zeit des Nationalsozialismus erforschen, verwendet den negativ belasteten Ausdruck nicht mehr.
Durch das Bekanntwerden der Rede zum Tag der Deutschen Einheit am 3. Oktober 2003 des damaligen CDU-Bundestagsabgeordneten Martin Hohmann kam es zu einer breiten gesellschaftlichen Debatte um den Begriff Tätervolk.
Ende 2003 wurde „Tätervolk“ zum Unwort des Jahres gewählt. In der offiziellen Begründung hieß es: „Das Wort Tätervolk ist schon grundsätzlich verwerflich, da es ein ganzes Volk für die Taten einer Gruppe verantwortlich macht.“ Werde der Begriff aber auf die Juden bezogen, dann sei er „ein aktueller Beleg für immer noch wirkenden Antisemitismus“.
Wegen der frühen Verwendung des Begriffs durch rechtsextreme Gruppen, so argumentieren einige deutschsprachige Kritiker, sei die These von einem „Tätervolk“ erst durch die Kritiker dieses Begriffes entstanden. Die Abweisung des Wortes Tätervolk sei erfolgt, um so jedwede differenzierte Untersuchung der Verbrechen während der NS-Zeit abzuwehren.
Dem entgegen stehen zahlreichen Abhandlungen und Reden, in denen sich identische Begrifflichkeiten mit anderem Wortlaut finden.
Im deutschen Sprachraum führte diese Begriffszuweisung zu heftigen Reaktionen von Gegnern und Befürwortern einer kollektiven Schuldzuweisung. Beispiele für ähnliche Begrifflichkeiten:
„Volk der Täter“. Diese modifizierte Formulierung kam durch die Publizistin Lea Rosh in die öffentliche Diskussion. Diese brachte damit eine ihrer Ansicht nach bestehende Verantwortung aller Deutschen nicht für den Holocaust, aber für die moralische Pflicht zur Erinnerung und Aufarbeitung an den Holocaust und an seine historischen Ursachen zum Ausdruck. In der medialen Debatte um das Holocaust-Mahnmal in Berlin spielte die Unterscheidung zwischen dem Gedenken der Opfernachfahren und dem der Täternachfahren eine wichtige Rolle.

## Deutsche Kollektivschuld
Eine Kollektivschuld aller deutschen Menschen wurde bereits in den Urteilen der Nürnberger Prozesse eindeutig zurückgewiesen. Karl Jaspers verneinte eine Kollektivschuld, führte aber bereits 1946 neben der strafrechtlichen Schuld einzelner Täter die Begriffe einer moralischen Schuld und eine historische Schuld in die Debatte ein.
Auch die jüdischen Opferverbände und der Zentralrat der Juden in Deutschland haben wiederholt bekundet, dass die notwendige Erinnerung an den Holocaust keine unterschiedslose Anklage gegen alle Deutschen sei und nicht dazu benutzt werden dürfe – was eine Mitverantwortung der vielen nicht direkt an den Mordtaten Beteiligten nicht ausschließe.